# الرسالة الأولى إلى أهل كورنثوس
الرسالة الأولى إلى أهل كورنثوس (قورنثوس) هي إحدى رسائل العهد الجديد التي تنسب إلى الرسول بولس، وهي موجهة من بولس وسوستانيس إلى المسيحيين في كورنثوس وفي عموم اليونان، يتوقع انها كتبت ما بين 55 م إلى 60 م فتكون بذلك قد كتبت قبل تدوين الأناجيل الأربعة لهذا تستخدم عادة لإثبات أصالة روايات تلك الأناجيل في ما يتعلق بتأكيد حقيقة يسوع التاريخية وظهور البذور الأولى للعقيدة المسيحية إلى الوجود. المكان المحتمل لكتابة هذا السفر هو أفسس استنادا إلى ماورد في نصها في (16 : 8) (و لكنني امكث في افسس إلى يوم الخمسين)، بينما يرى بعض الباحثين بانها قد كتبت في فيلبي.

## التأليف
هناك إجماع بين المؤرخين واللاهوتيين المسيحيين على أن بولس هو مؤلف رسالة بولس الرسول الأولى إلى أهل كورنثوس (ج. 53-54). يتم ذكر هذه الرسالة أو الاستشهاد بها من قبل أقدم المصادر، ويتم تضمينها في كل لائحة قديمة، بما في ذلك الخاصة بمرقيون. النصوص الشخصية وحتى المحرجة حول الفجور في الكنيسة تزيد من الإجماع.
ومع ذلك، من المحتمل أنه قد تم إقحام مقاطع إضافية إلى النص الأصلي في مرحلة لاحقة. المقطع 1 كورنثوس 14: 34-35 بالتحديد، هناك مناقشة ساخنة حول أصالته. جزء من سبب الشك هو أنه في بعض المخطوطات، تأتي الآيات في نهاية الفصل بدلاً من موقعه الحالي. علاوة على ذلك، بولس فيها يستهوي القانون وهو أمر غير معهود منه. وأخيرًا، تتعارض الآيات مع 11: 5 حيث توصف النساء بالصلاة والتنبؤ. كذلك يُنظر إلى 10: 1-22 أحيانًا على أنها جزء آخر تم إقحامه على النص أو مدراش لأن هذا القسم، في جملة ما يشمله، يبدو أنه يساوي استهلاك لحم الأوثان بعبادة الأصنام، لكن بولس يبدو أكثر تساهلاً فيما يتعلق باستهلاكه في 8: 1-13 و 10: 23–11: 1. يرفض باحثون آخرون مثل هذه الآراء ويقدمون حججًا عن وحدة 8: 1-11: 1.
أيضا المقطع 15: 29-34 هو مختلف حول أصالته، حيث يعتبره هانز كونزلمان «أحد أكثر المقاطع المختلف عليها في الرسالة»، ويعتبره ويليام ووكر الابن نصا مقحما، وليس من تأليف بولس، وكذلك يعتبر الفصل 13 من الرسالة نصا مقحما وليس من تأليف بولس.

## أهم مواضيع الرسالة
- دعوة بولس لمؤمني تلك الكنيسة بتوحيد فكرهم فيما يخص المسيح (2 : 16)و فهم رسالة الصليب (1 : 18).
- وصف العشاء الأخير وبحسب الكنائس الأرثوذكسية والكاثوليكية التشديد على أهمية سر الإفخارستيا في حياة المسيحيين وسن الشروط الواجبة لقبول هذا السر (11 : 23 – 29).
- خلاصة تعاليم المسيح هي الدعوة للمحبة (13 : 1 – 13) أو مايعرف في الكنيسة بإنشودة المحبة.
- الحديث عن قيامة الأموات ووصف مصير المؤمنين في الحياة الثانية (15 : 42 – 58)

## نصوص مختلف فيها
(الرسالة الأولى إلى أهل كورنثوس 13: 3) "وَإِنْ أَطْعَمْتُ كُلَّ أَمْوَالِي، وَإِنْ سَلَّمْتُ جَسَدِي حَتَّى (أَحْتَرِقَ| افتخر)،  وَلكِنْ لَيْسَ لِي مَحَبَّةٌ، فَلاَ أَنْتَفِعُ شَيْئًا." الترجمات العربي التي كتبت احترق ''الفانديك'' ''الحياة'' ''اليسوعية'' ''الكاثوليكية'' ''البولسية''  التي تكتبت افتخر ''السارة'' المخطوطات التي كتبت كلمة افتخر باختلاف الحرف هي السينائية والفانيكانية والإسكندرية ومعهم الترجمة القبطي الصعيدي والبحيري أي النص الاسكندري الاختلاف هو في حرف فغالبا خطأ نسخي بسيط وانتشر في النص الاسكندري فقط وقد يكون سوء فهم في كيف شخص يبذل نفسه ليحترق فيكون مرفوض عند الله كما وضعها كاحتمالية قالها كتاب دليل الطالب
(الرسالة الأولى إلى أهل كورنثوس 11: 10) "لِهذَا يَنْبَغِي لِلْمَرْأَةِ أَنْ يَكُونَ لَهَا (سُلْطَانٌ|غِطاءٌ) عَلَى رَأْسِهَا، مِنْ أَجْلِ الْمَلاَئِكَةِ." الترجمات العربي التي كتبت سلطان او علامة ''فانديك''  ''الحياة'' ''اليسوعية'' ''الكاثوليكية'' التي كتبت غطاء ''البولسية'' ''السارة'' التراجم الإنجليزية تقليدية واغلبية والكثير من النقدية كتبت سلطان او علامة اما قلة قليلة من النقدية كتبت غطاء.

### نصوص محذوفة أو مضافة
(الرسالة الأولى إلى أهل كورنثوس 5: 5) "أَنْ يُسَلَّمَ مِثْلُ هذَا لِلشَّيْطَانِ لِهَلاَكِ الْجَسَدِ، لِكَيْ تَخْلُصَ الرُّوحُ فِي يَوْمِ الرَّبِّ يَسُوعَ." الترجمات العربي التي ذكرت يوم الرب يسوع ''الفانديك'' ''الحياة''' التي كتبت يوم الرب ''المشتركة'' ''اليسوعية'' ''البولسية'' ''الكاثوليكية''
(الرسالة الأولى إلى أهل كورنثوس 11: 29)"لأَنَّ الَّذِي يَأْكُلُ وَيَشْرَبُ بِدُونِ اسْتِحْقَاق يَأْكُلُ وَيَشْرَبُ دَيْنُونَةً لِنَفْسِهِ، غَيْرَ مُمَيِّزٍ جَسَدَ الرَّبِّ." التراجم العربية التي كتبت خذوا كلوا وكلمة مكسور ''الفانديك'' التي حذفتها ''الحياة'' ''المشتركة'' ''البولسية'' ''المبسطة'' ''اليسوعية'' ''الكاثوليكية'' المخطوطات التي حذفته بردية 46 والفاتيكانية والاسكندرية والترجمات القبطي, سبب الخطأ فهو قد يكون فقط خطأ نسخي من ناسخ يميل بدون قصد الي الحذف وانتشر بقلة.
(الرسالة الأولى إلى أهل كورنثوس 7: 5) "لاَ يَسْلُبْ أَحَدُكُمُ الآخَرَ، إِلاَّ أَنْ يَكُونَ عَلَى مُوافَقَةٍ، إِلَى حِينٍ، لِكَيْ تَتَفَرَّغُوا لِلصَّوْمِ وَالصَّلاَةِ، ثُمَّ تَجْتَمِعُوا أَيْضًا مَعًا لِكَيْ لاَ يُجَرِّبَكُمُ الشَّيْطَانُ لِسَبَبِ عَدَمِ نَزَاهَتِكُمْ." التراجم العربية التي كتبت للصوم ''الفانديك''  اما التي حذفتها ''الحياة'' ''المشتركة'' ''البولسية'' ''المبسطة'' ''اليسوعية'' ''الكاثوليكية'' المخطوطات التي حذفته بردية 46 والفاتيكانية والاسكندرية والافرايمية وايضا الفلجاتا سبب الحذف هو فقط قد يكون خطأ ناسخ قديم حذف الكلمة بطريقة البدايات المتشابهة بمعني ان عين الناسخ قفذت من كلمة تي الي كلمة تي التالية وحذف كلمة الصوم بينهما والترجمات القبطي
(الرسالة الأولى إلى أهل كورنثوس 11: 24) "وَشَكَرَ فَكَسَّرَ، وَقَالَ: «خُذُوا كُلُوا هذَا هُوَ جَسَدِي الْمَكْسُورُ لأَجْلِكُمُ. اصْنَعُوا هذَا لِذِكْرِي»." التراجم العربية التي كتبت خذوا كلوا وكلمة مكسور ''الفانديك''  اما التي حذفت هذه الكلمات  ''الحياة''  ''المشتركة'' ''البولسية'' ''المبسطة'' ''اليسوعية'' ''الكاثوليكية'' المخطوطات التي حذفته بردية 46 والفاتيكانية وبعض مخطوطات الفلجاتا والترجمات القبطية وبعض مخطوطات الخط الصغير المخطوطات التي عليها خلاف السينائية وهي من القران الرابع وهي تشهد لكلمة المكسور فقط ثانيا الاسكندرية وهي من القرن الخامس والحقيقه هي نصلا لا تحتوي لا علي كلمة خذوا كلوا ولا كلمة مكسور ولكن يوجد جزء مغطي في المخطوطة قبل كلمة هذا هو جسدي قد يكون فيه كلمة كلوا ولكنه ليس بدليل قوي ولهذا عليها خلاف، بالنسبة للسينائية وغيرها معروف عادة النساخ بالحذف
(الرسالة الأولى إلى أهل كورنثوس 15: 47) "الإِنْسَانُ الأَوَّلُ مِنَ الأَرْضِ تُرَابِيٌّ. الإِنْسَانُ الثَّانِي الرَّبُّ مِنَ السَّمَاءِ." التراجم العربية التي كتبت الرب ''الفانديك'' التراجم التي حذفت الرب ''المشتركة'' ''البولسية'' ''المبسطة'' ''اليسوعية'' ''الكاثوليكية'' المخطوطات التي حذفته الفاتيكانية والافرايمية والترجمة اللاتينية القديمة والفلجاتا, البردية 46 وهي بها نص مختلف عن النص التقليدي والنقدي فهي لم تكتب كلمة الرب ولكن كتبت جملة (ὁ δεύτερος ἄνθρωπος πνευματικὸς) فهي لا تحتوي علي اختصار كيريوس ولكن وضعت اختصار بينكوس (بينيوماتيكوس اي الروح) مع ملاحظة ان اختصار كيريوس (Κς)اختصار بينوماتيكوس (πν̅κς) مع ملاحظة ان اخر كلمة انثروبوس تنتهي بايضا كلمة بوس (πος) فقد يكون فقط اختلط علي الناسخ وادخل اختصار كيريوس مع نهاية انثوبوس فكتب بينكوس بدل كيريوس، ابدا بمركيون الهرطوقي 140 م وهو حذف كلمة انسان لانه يؤمن بان المسيح كيريوس هو ليس انسان ولكن اله العهد الجديد الذي يختلف عن اله العهد القديم فهو اخذ انجيل لوقا وحذف منه سلسلة نسب المسيح وبعض الاعداد التي تدل علي ناسوت المسيح وجعله انجيله

## مواضيع ذات صلة
- بولس